# Alle nove della sera
Alle nove della sera è stato un programma televisivo italiano di genere varietà trasmesso dal Secondo canale dal 25 maggio al 27 luglio 1975, con la conduzione di Gianni Morandi, Evelina Sironi e una debuttante Elisabetta Viviani, in onda ogni mercoledì alle 21:00.

## La trasmissione
Il varietà, ideato e scritto da Maurizio Costanzo e Marco Danè manteneva la stessa formula di Alle sette della sera, preserale condotto da Christian De Sica e creato dagli stessi autori che, aveva ottenuto un grande successo. Si pensò quindi di proporre una versione in prima serata con la stessa struttura: tre sezioni, ciascuna dedicata ad altrettanti generi musicali: il pop, la canzone tradizionale ed il revival. In ogni puntata veniva ospitato un personaggio musicale appartenente al segmento di riferimento.
La conduzione fu affidata a Gianni Morandi, affiancato da Evelina Sironi, e vide il debutto televisivo nel varietà di Elisabetta Viviani. 
Morandi interpretò anche la sigla dal titolo Il mondo di frutta candita.